# Ґоля-Дольна
Ґоля-Дольна (пол. Gola Dolna, нім. Nieder Göhle) — село в Польщі, у гміні Свідвин Свідвинського повіту Західнопоморського воєводства.